# Čínská čtvrť (San Francisco)
Čínská čtvrť neboli Chinatown v San Francisku patří mezi nejznámější památky města. Je jednou z nejstarších, největších a nejnavštěvovanějších čínských čtvrtí ve Spojených státech. Byla založena v roce 1850 a zničena při katastrofickém zemětřesení v roce 1906. Později byla přestavěna a znovuvybudována s použitím architektury v čínském stylu, jež byla v té době kritizována jako křiklavá a proturistická. Po mnoho let byla čínská čtvrť centrem tongských válek a činnosti gangů. Dnes je však mnohem bezpečnější, než bývala v dřívějších letech. Čínskou čtvrť ročně navštíví miliony turistů, což z ní činí spolu s Alcatrazem a mostem Golden Gate jednu z hlavních atrakcí a zajímavostí města.
Ačkoli čínská čtvrť zůstává kulturním a symbolickým základem čínské komunity v oblasti Bay Area neboli Sanfranciského zálivu, stále větší počet čínských Američanů zde nežije. Místo toho se stěhují do čínských enkláv v okresech Richmond a Sunset nebo na jiná místa v oblasti zálivu.

## Geografie

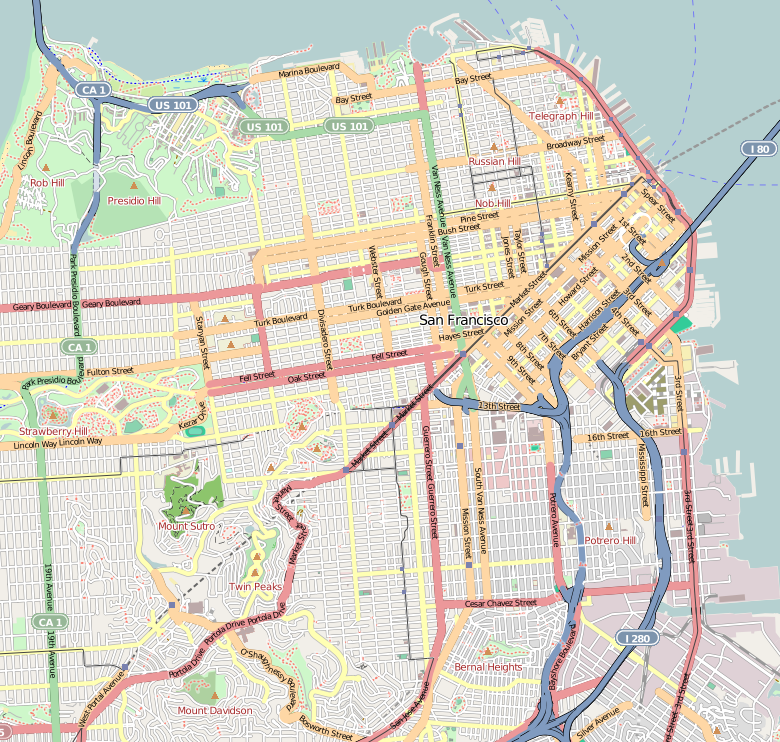
Poloha čínské čtvrti v centru San Franciska

Sanfranciská čínská čtvrť se rozkládá v centru města, v oblasti dlouhé od severu k jihu zhruba 0,8 km a široké od východu k západu 0,4 km. Její současné hranice tvoří Kearnyho ulice (Kearny Street) na východě, Široká cesta (Broadway) na severu, Powellova ulice (Powell Street) a vršek Nabobů (Nob Hill) na západě a Bushova ulice (Bush Street) na jihu. Vzhledem k celé řadě socioekonomických problémů, jež se týkají jak celého centra San Franciska, tak pouze vlastní čínské čtvrti, je sanfranciská čínská čtvrť nucena bojovat o přežití a čelit svému zmenšování.
Oficiální vstupní branou do této čtvrti o 24 blocích s čínskou architekturou je Dračí brána (Dragon Gate) na Grantově třídě. Čtvrť protínají dvě hlavní dopravní tepny, které jí procházejí severojižním směrem. První z nich je Grantova třída (Grant Avenue) s Dračí bránou na křižovatce s Bushovou ulicí (Bush Street) a náměstím Panny Marie (Saint Mary's Square) s parkem a Starou katedrálou Panny Marie (Old St. Mary's Cathedral), druhá je Stocktonova ulice (Stockton Street), méně proturistická, představující autentický čínský vzhled a atmosféru připomínající Hongkong s jeho trhy, obchody a restauracemi. Kromě těchto dvou dopravních tepen, jež jsou propojeny několika protínajícími se bočními ulicemi, je v čínské čtvrti mnoho malých uliček. Na Waverlyho náměstí (Waverly Place) stojí chrám Tin How neboli Chrám bohyně moří Ma-cu vybudovaný roku 1852. Jedná se o nejstarší dochovaný čínský taoistický chrám ve Spojených státech.
Ústředním bodem čínské čtvrti je Portsmouthské náměstí (Portsmouth Square). Jelikož se jedná o jedno z mála otevřených prostranství v čínské čtvrti a je pod ním velké parkoviště, využívají ho lidé k různým aktivitám, jako je cvičení tchaj-ťi (taj-či), nebo hraní čínských šachů. V roce 1999 zde byla vztyčena replika sochy Bohyně demokracie, kterou během protestů na náměstí Nebeského klidu v Pekingu v roce 1989 zhotovili studenti pekingské Ústřední akademie výtvarných umění.

## Historie

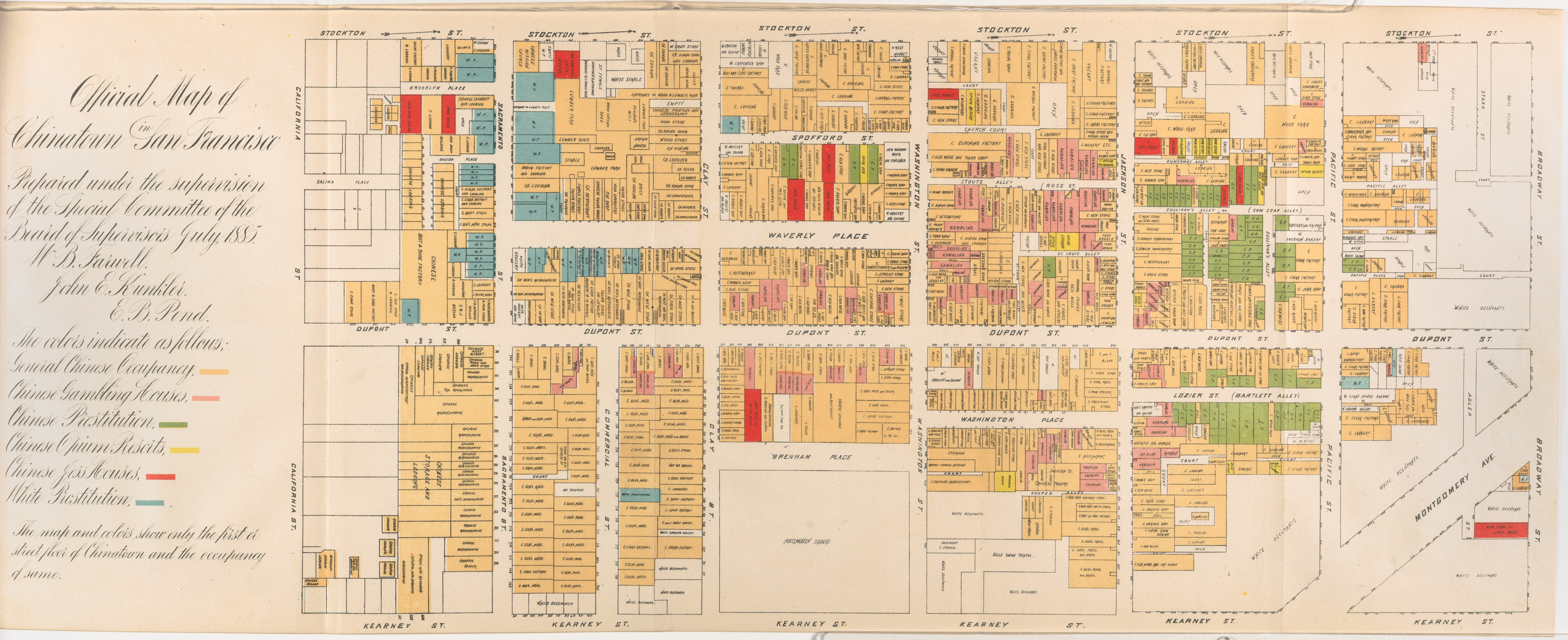
Oficiální mapa čínské čtvrti z roku 1885. Mapa je orientována severem na pravé straně. Středem mapy prochází ze severu na jih Dupontova ulice, nyní Grantova třída.

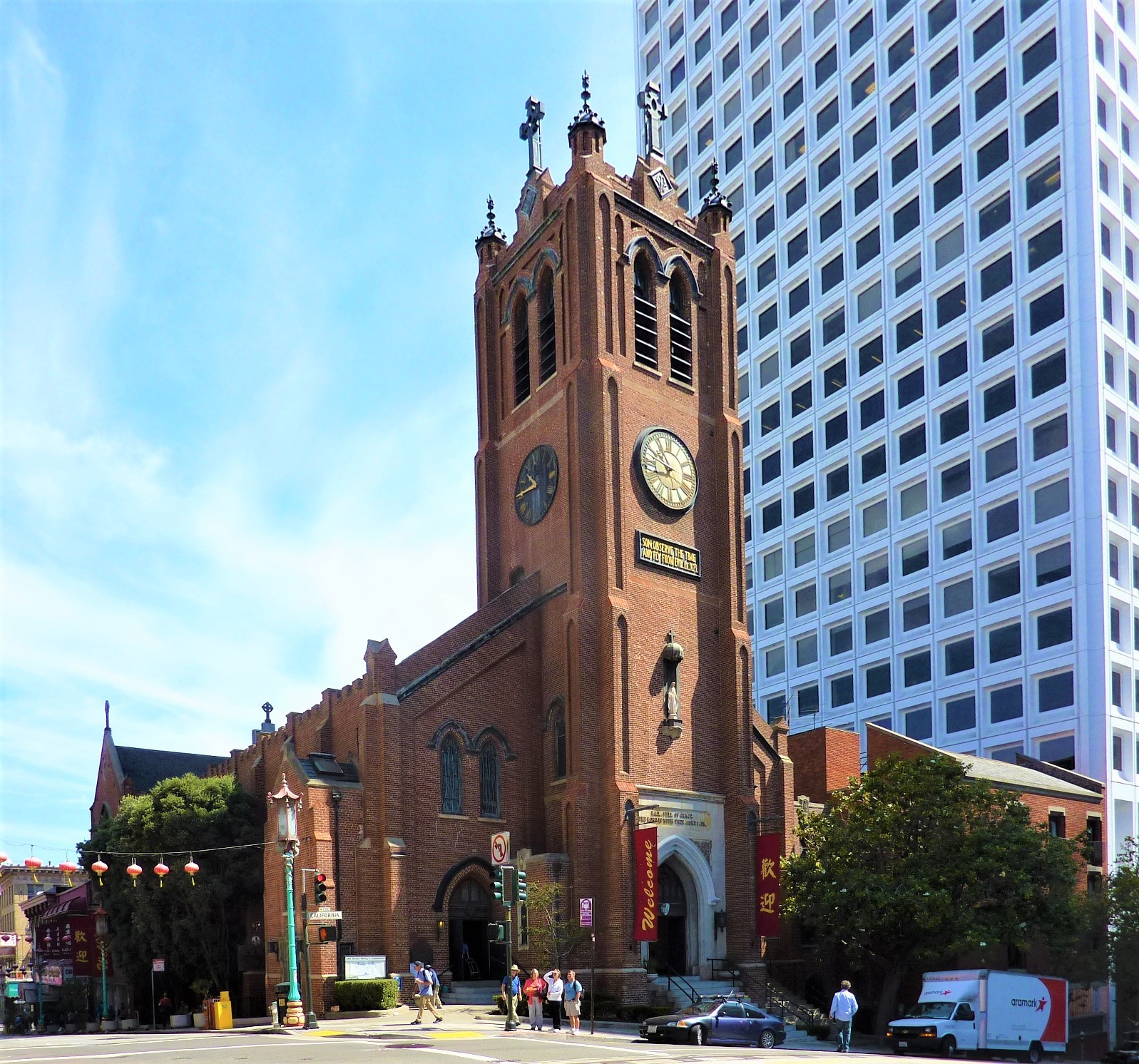
Stará katedrála Panny Marie

Čínská čtvrť byla založena v roce 1850 poté, co bylo v roce 1848 v oblasti nedaleko Sacramenta nalezeno zlato, což vyvolalo Kalifornskou zlatou horečku. Někteří Číňané pocházející z oblasti delty Perlové řeky v provincii Kuang-tung se usadili poblíž Portsmouthského náměstí (Portsmouth Square) a Dupontovy ulice (dnes Grantova třída). V roce 1853 byla na rohu Kalifornské ulice (California Street) a Grantovy třídy (Grant Avenue) založena Stará katedrála Panny Marie (Old St. Mary's Cathedral), první asijský kostel v Severní Americe. Po opadnutí zlaté horečky přišli do země čínští přistěhovalci, kteří zde stavěli železnice, pracovali v zemědělství nebo v továrnách. Soustředili se v této části města, protože rasová diskriminace, jež byla v 70. letech 19. století v USA značně rozšířená, jim bránila najít bydlení mimo čínskou čtvrť. V roce 1882 se čínská čtvrť rozrostla na 15 000 obyvatel a zabírala 12 bloků. Ty dnes tvoří jádro současné čtvrti. Lidé žili namačkáni na sebe v nejistých podmínkách. Čtvrť se stala nechvalně známým místem válek gangů, drogových dealerů a prostituce.
V letech 1900–1904 řádila v čínské čtvrti epidemie dýmějového moru, která si vyžádala karanténní uzavření čtvrti. Epidemie si vyžádala celkem 119 lidských životů.

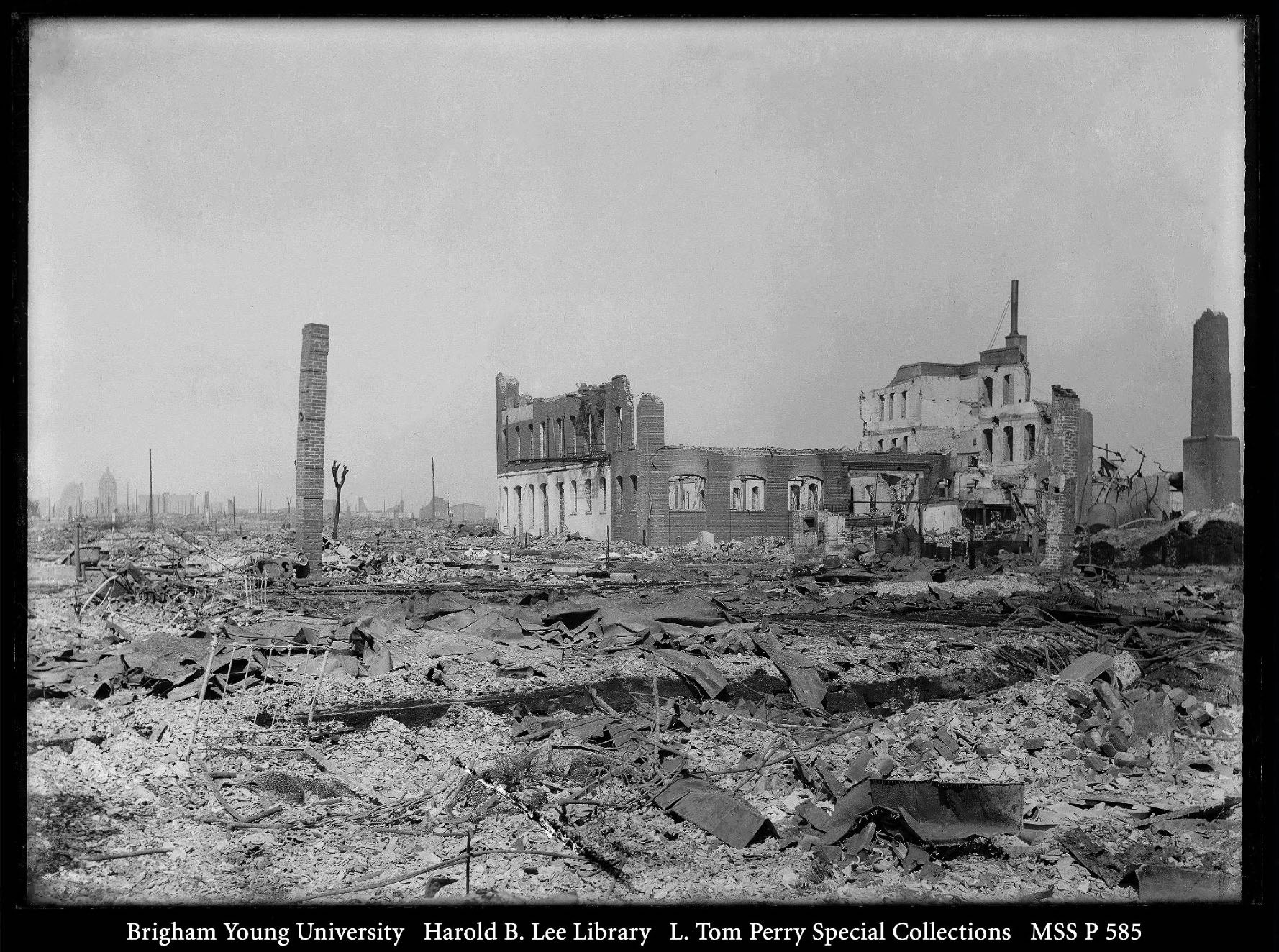
Čínská čtvrť po zemětřesení v roce 1906

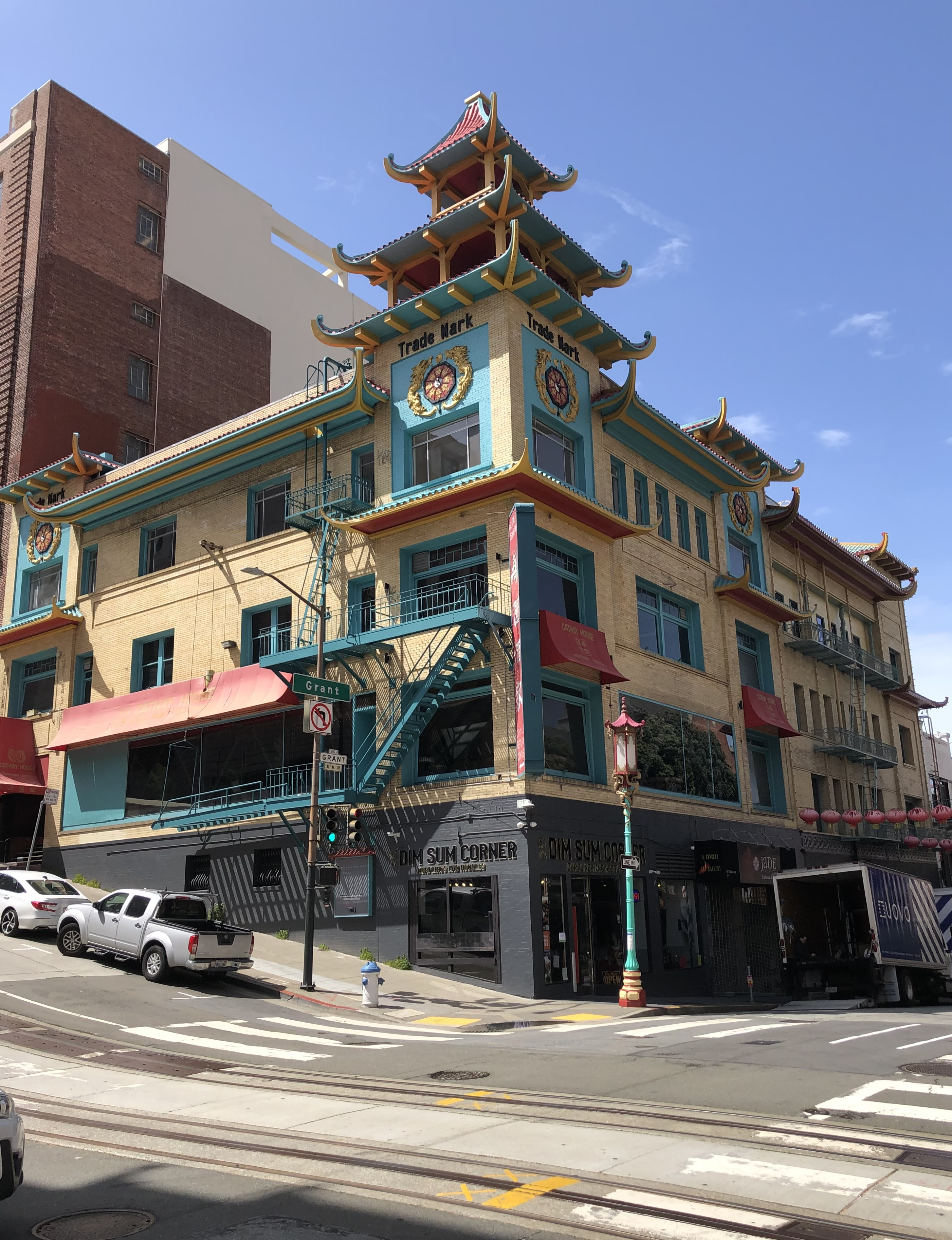
Budova Sing Čong

Roku 1906 byla čínská čtvrť zcela zničena při zemětřesení, které postihlo oblast Sanfranciského zálivu. Spolu s následným požárem si tato katastrofa vyžádala na 3000 obětí. Je proto považována za jednu z nejhorších živelních pohrom v historii Spojených států. Plány městské rady na vybudování nové čínské čtvrti na jihovýchodním okraji města selhaly kvůli odporu Číňanů. Na starém místě bylo během dvou let postaveno moderní, čisté město v umělém čínském stylu, aby přilákalo turisty. Jednou z prvních nově postavených staveb byla v roce 1907 budova bazaru Sing Čong. Zemětřesení zničilo rovněž sanfranciskou radnici s archivem se všemi rodnými listy. To usnadnilo mnoha nelegálním přistěhovalcům prohlásit se za Američany a umožnit tak svým příbuzným z Číny vstoupit do země, což bylo čínským přistěhovalcům zakázáno Zákonem o vyloučení Číňanů z roku 1882. Tento federální zákon zrušil Kongres Spojených států až v roce 1943, kdy se z USA a Číny stali během 2. světové války spojenci.

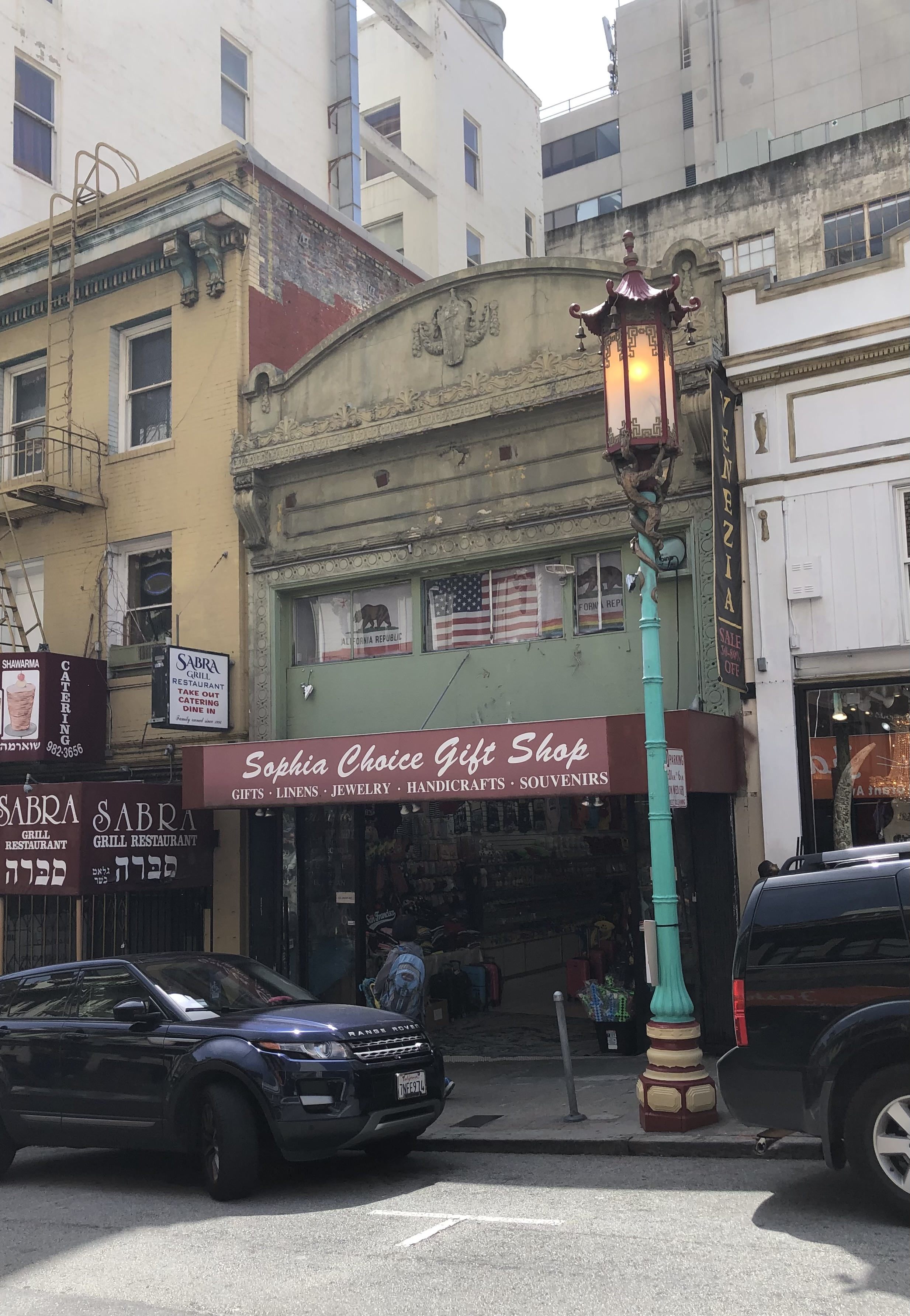
Dračí lampa na Grantově třídě

V roce 1925 byly u příležitosti konání Diamantového jubilea podél Grantovy třídy postaveny takzvané Dračí lampy veřejného osvětlení, jež dodnes charakterizují vzhled ulice.
Zákon o válečných nevěstách z roku 1945 a Zákon o imigraci a občanství z roku 1965 pomohly zvýšit počet obyvatel z 18 000 v roce 1940 na 25 000 v roce 1950 a dále na 82 000 v roce 1980, což napomáhalo ekonomickému rozvoji. Největším ekonomickým odvětvím zůstal i nadále cestovní ruch.
V roce 1969 byla na jižním konci čtvrti postavena Dračí brána ve stylu tradiční čínské architektury. Tento dar Čínské republiky (Tchaj-wan) se spolu se staršími budovami bazarů Sing Fat a Sing Čong na západním rohu Grantovy třídy a Kalifornské ulice stal jedním z nejfotografovanějších míst v čínské čtvrti.
V 70. letech minulého století poznamenala čtvrť válka mezi dvěma soupeřícími čínskými pouličními gangy, Wah Čching a Joe Boys, která 4. září 1977 vyvrcholila takzvaným Masakrem v restauraci Zlatý drak, při němž bylo zabito pět lidí a jedenáct zraněno. Masakr vedl k založení pracovní skupiny asijských gangů na Sanfanciském policejním oddělení, jejímž členům se do roku 1983 podařilo ukončit ve čtvrti násilí související s gangy. Samotná restaurace Zlatý drak byla v roce 2006 uzavřena.
Roku 1989 zasáhlo čínskou čtvrť opět zemětřesení Loma Prieta o síle 6,9 Richterovy stupnice, které vážně poškodilo zdejší hlavní tepnu, dvoupatrovou státní silnici Embarcadero Freeway. Město se rozhodlo o její demolici i přes četné protesty, že to čtvrti způsobí ekonomické potíže.

## Obyvatelstvo
Podle plánovacího odboru městské rady je čínská čtvrť s 15 000 obyvateli žijícími ve 24 čtverečních blocích „nejhustěji obydlenou městskou oblastí na západ od Manhattanu“. V 70. letech minulého století měla čtvrť sedmkrát vyšší hustotu zalidnění než činil průměr San Franciska. Zdejší obyvatelstvo tvořili ze 72,4 % Asiaté, ze 16,6 % běloši, ze 4,9 % Hispánci, z 0,5 % Afroameričané a ze 3,8 % míšenci. Celkem 68,7 % obyvatel čtvrti se narodilo v zahraničí.
Zdejší obyvatelé hovoří převážně pouze jedním jazykem. Jedná se především o kantonštinu a standardní čínštinu (mandarínštinu). V roce 2015 stála v čele zdejších domácností pouze ve 14 % osoba, která mluvila plynně anglicky. Někteří přistěhovalci se snaží zachovat si svoji původní identitu prostřednictvím jídla a kuchyně. San Francisco je proto rovněž známé svými mnoha kantonskými restauracemi. Čínská čtvrť v San Francisku je také rodištěm čop suej (chop suey) a mnoha dalších pokrmů.

## Galerie

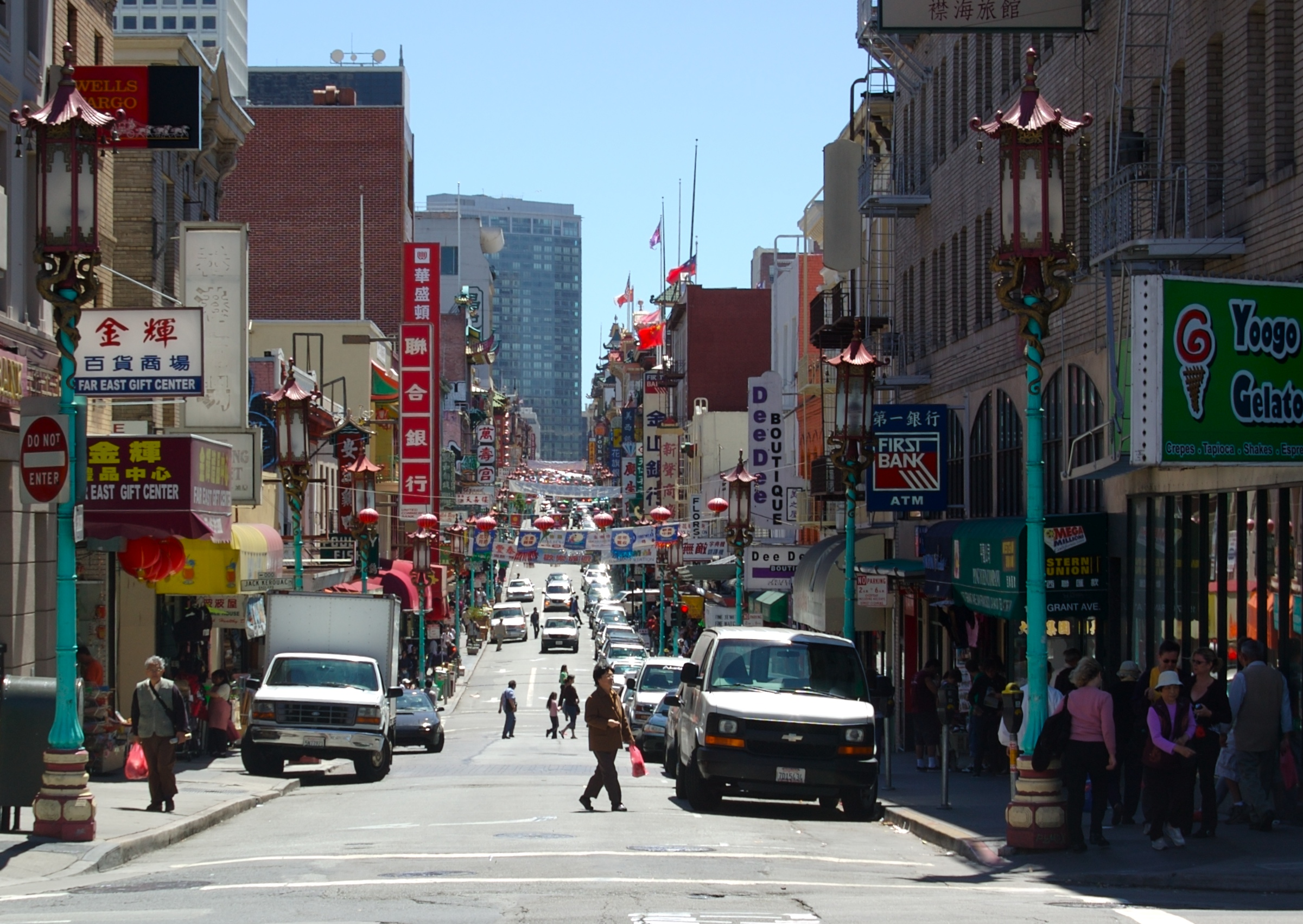
Grantova třída v čínské čtvrti
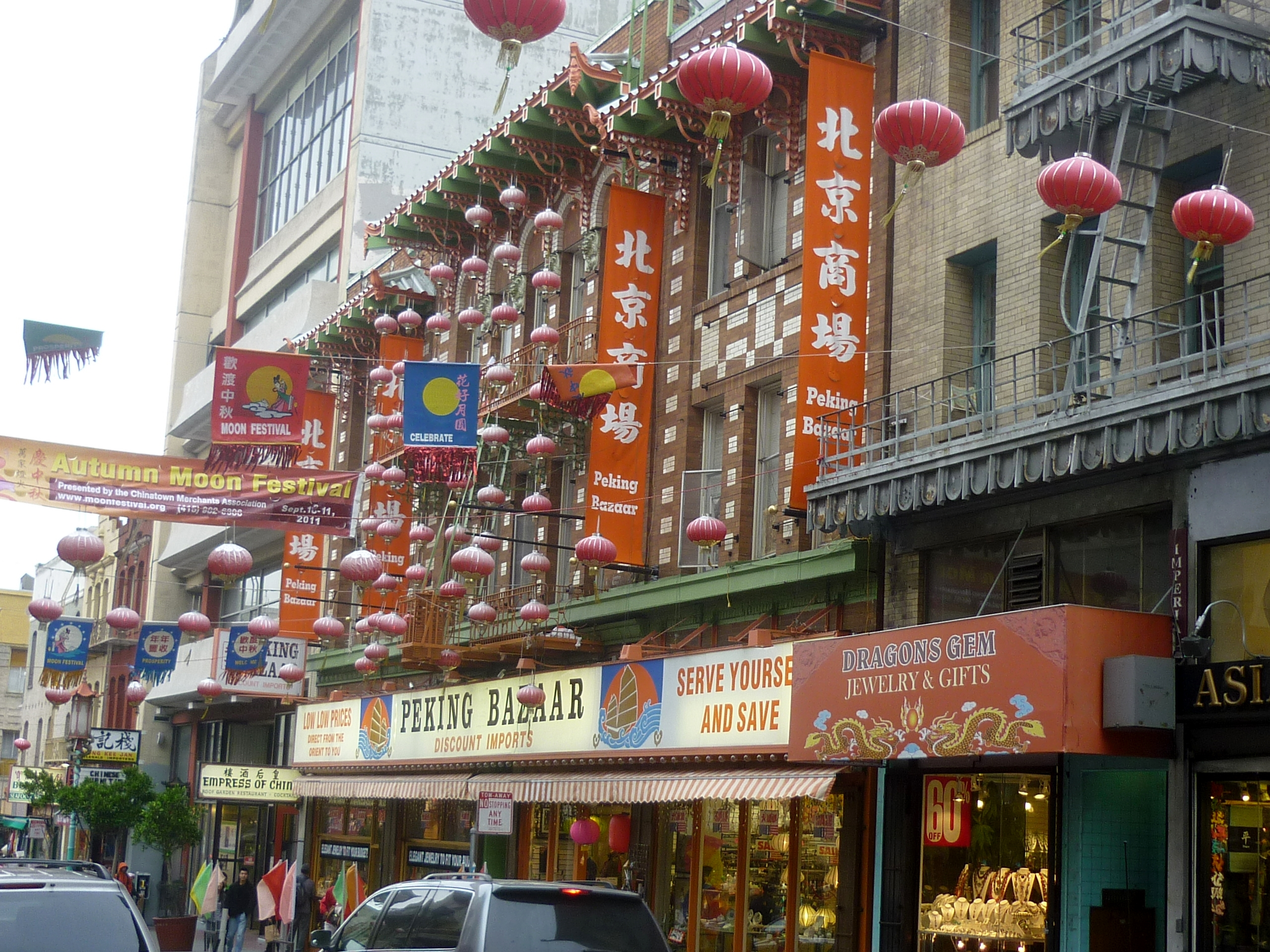
Tradiční obchody v čínské čtvrti
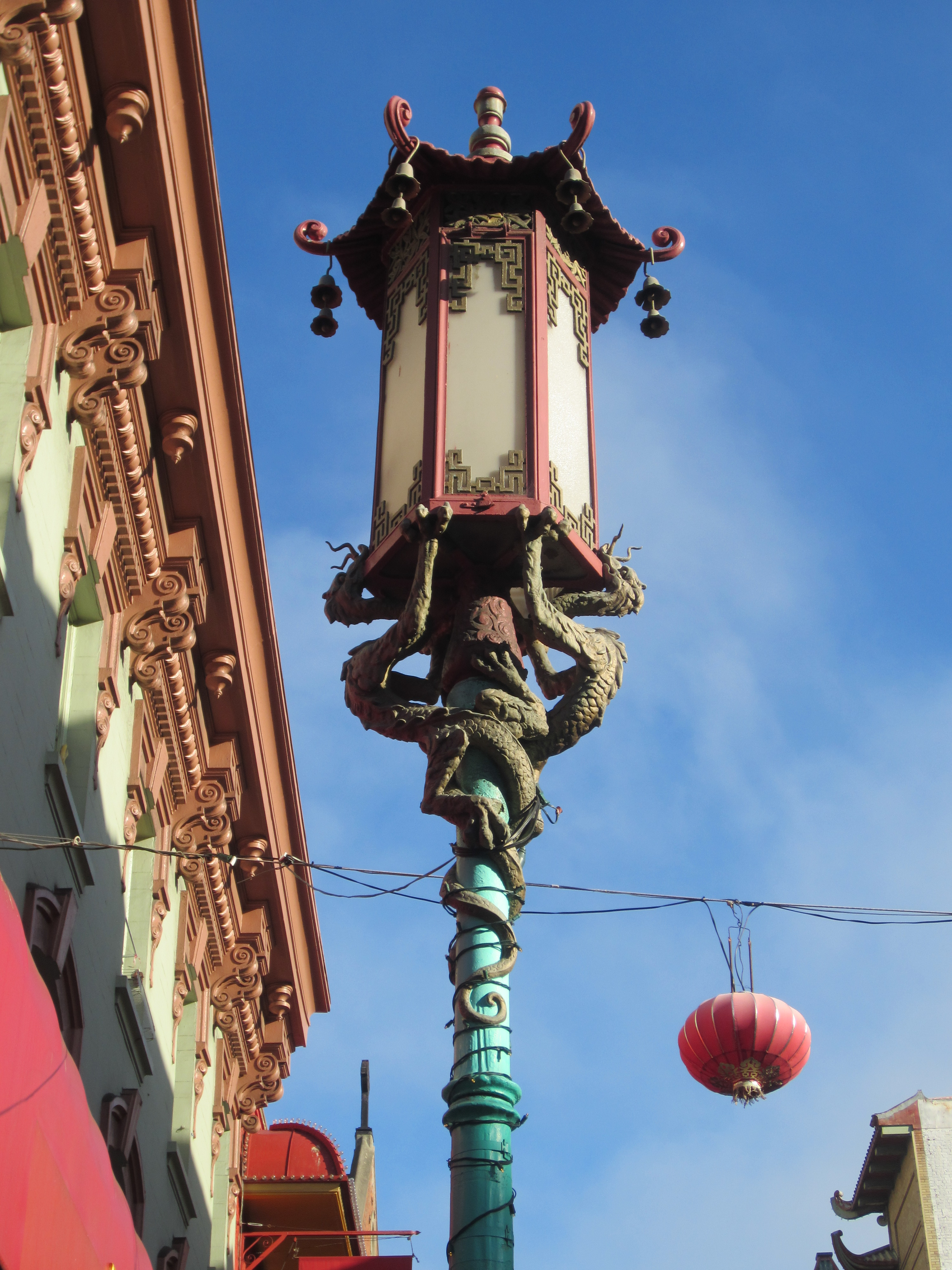
Detail dračí lampy
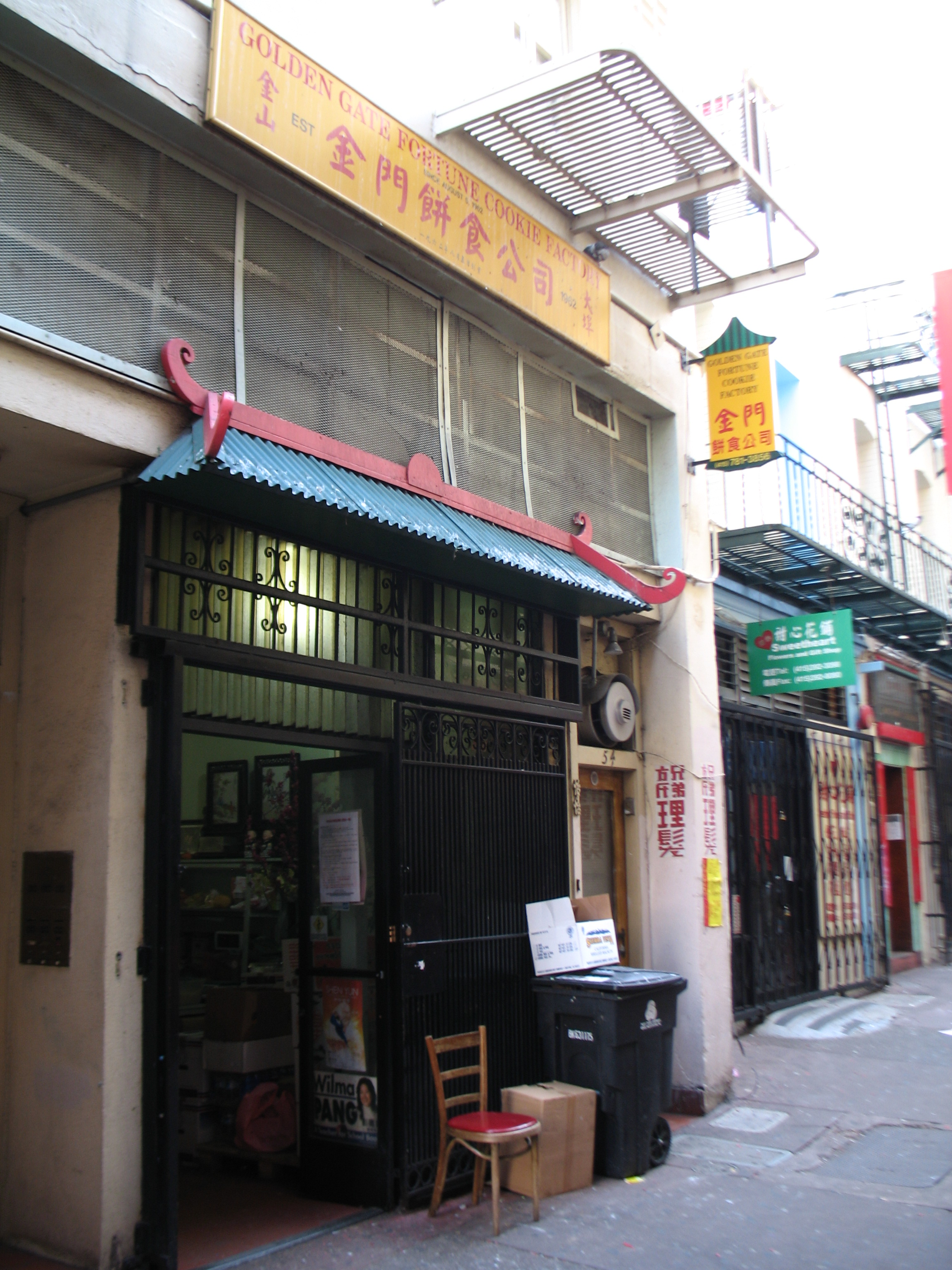
Pekárna koláčků štěstí
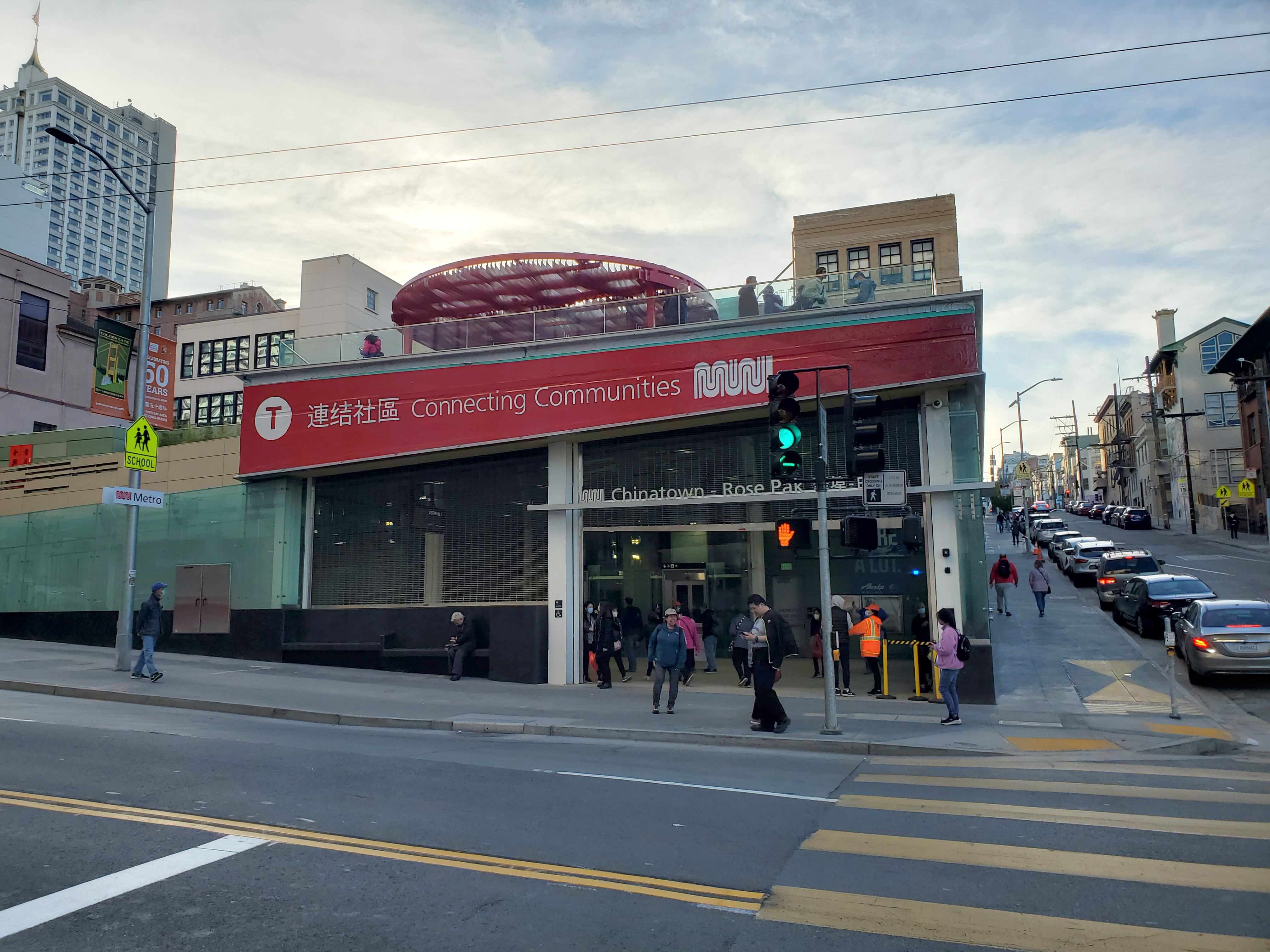
Stanice metra Čínská čtvrť
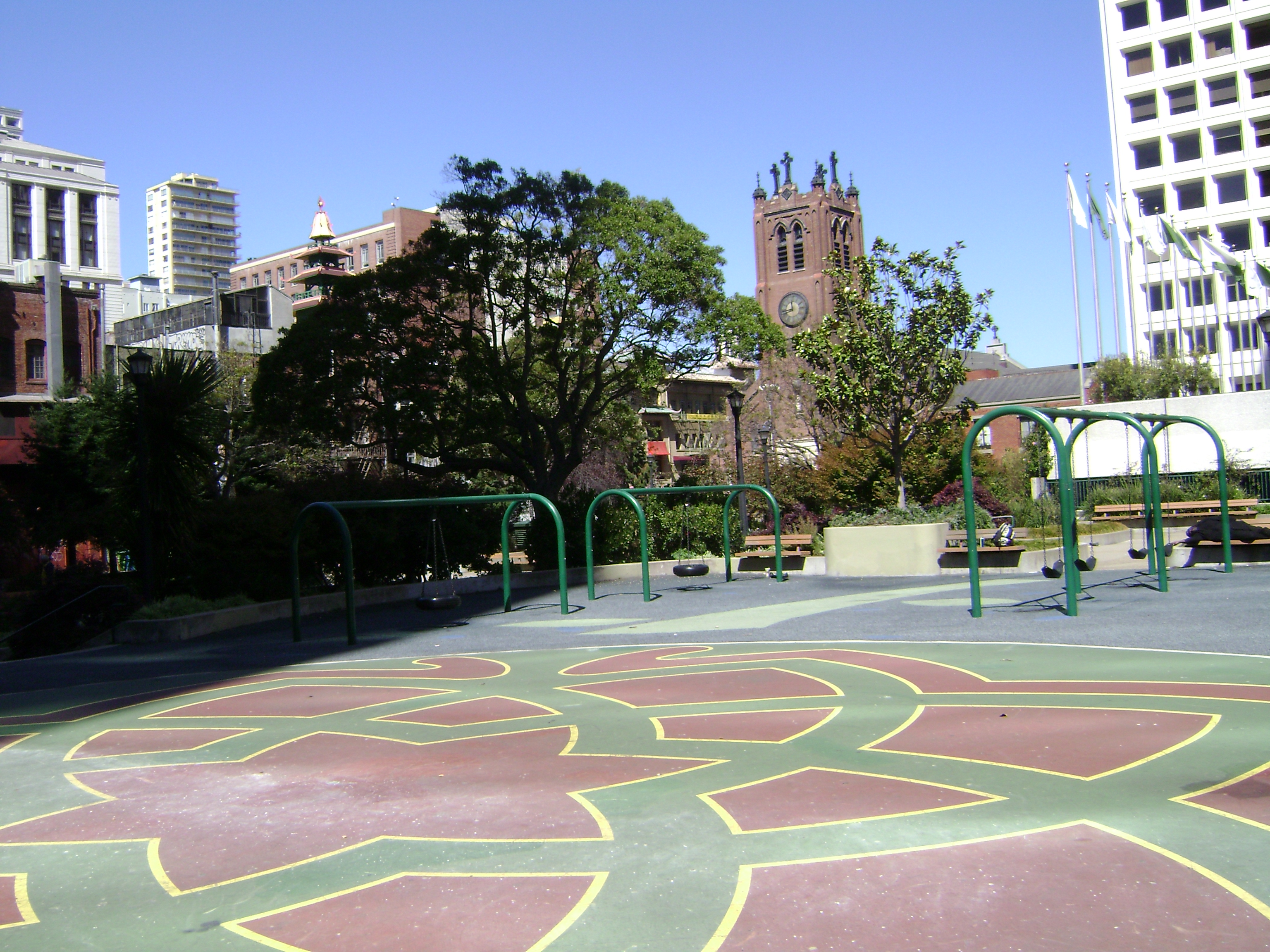
Náměstí Panny Marie
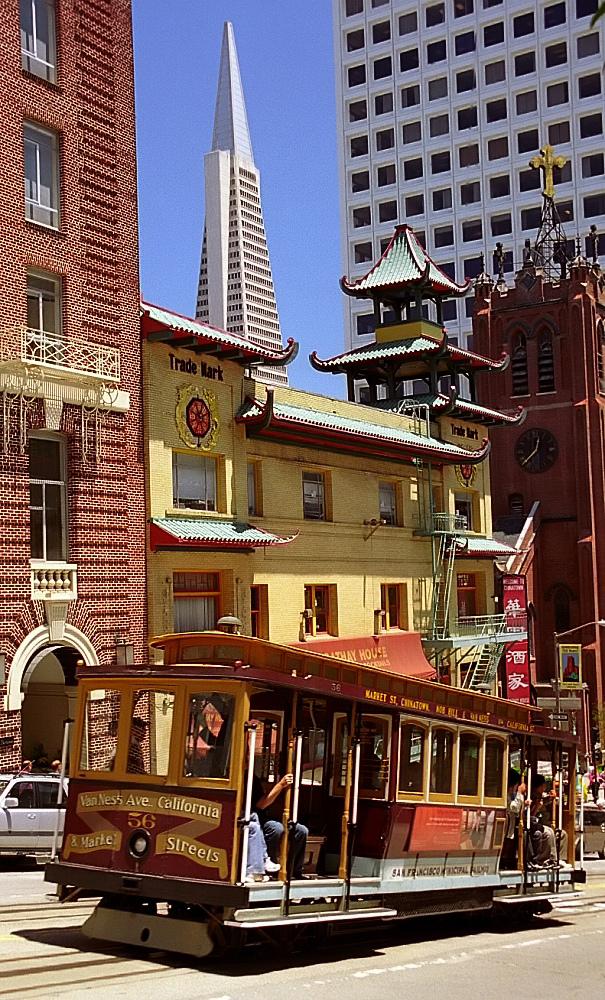
Sanfranciská lanová tramvaj (Cable car) v čínské čtvrti; v pozadí mrakodrap Transamerica Pyramid